# Terapija svjetlom
Terapija svjetlom ili fototerapija je način liječenja depresije sa sezonskim uzorkom, poremećaja cirkadijanog ritma te nekih kožnih stanja pomoću umjetnog svjetla. Najčešće se koriste terapijske lampe jačine 10 000 luksa.
Terapija svjetlom datira još iz antičkih vremena. Postoje dokazi da se helioterapija prakticirala u Staroj Grčkoj, Drevnom Egiptu i Antičkom Rimu.

## Primjene

### Poremećaji raspoloženja
Uočeno je da se zbog manjka svjetla zimi kod nekih osoba mogu javiti depresivni simptomi, a najviše su izraženi tzv. atipični simptomi kao što su prejedanje i hipersomnija. Smatra se da terapija svjetlom pomaže korektirati utjecaj manjka prirodnog svjetla na čovjeka te posljedično dovesti do ublažavanja simptoma. Terapiju je potrebno primjenjivati kontinuirano tijekom one sezone u kojoj se javljaju simptomi depresije.
Ova se terapija smatra prvim izborom u liječenju depresije sa sezonskim uzorkom ("zimske depresije"), dok su antidepresivi terapija drugog izbora. Razlog tomu je jednostavnost korištenja terapije svjetlom te relativni manjak neželjenih nuspojava.
Zbog izuzetno povoljnog profila nuspojava, ova se terapija može koristiti i kod tipične depresije te kod bipolarnog poremećaja.

### Poremećaji cirkadijanog ritma

#### Poremećaji kroničnog cirkadijanog ritma spavanja (CRSD)
U upravljanju poremećajima cirkadijanog ritma kao što je poremećaj odgođene faze spavanja (DSPD), vrijeme izlaganja svjetlu je ključno. Izloženost svjetlu primijenjena na oči prije ili poslije nadira ritma središnje tjelesne temperature može utjecati na krivulju faznog odgovora.
Upotreba nakon buđenja također može biti učinkovita za poremećaj spavanja i budnosti koji nije 24-satni. Neki su korisnici prijavili uspjeh sa svjetlima koja se uključuju malo prije buđenja (tzv. simulacija zore). Večernja upotreba preporučuje se osobama s uznapredovalim poremećajem faze spavanja.

### Kožna stanja
Terapija svjetlom koristi se u liječenju psorijaze, dermatitisa i akni.